# Chrośnickie Kopy
Chrośnickie Kopy (niem. Ludwigsdorfer Gebirge) – niewielki grzbiet górski stanowiący najbardziej wysuniętą na północny zachód część Grzbietu Południowego Gór Kaczawskich. Od reszty tegoż grzbietu oddziela je Przełęcz Chrośnicka.
Grzbiet jest zbudowany ze staropaleozoicznych skał metamorficznych – zieleńców i łupków zieleńcowych oraz fyllitów, kwarcytów i łupków albitowo-serycytowych (czasami z grafitem), należących do metamorfiku kaczawskiego i poprzecinanych żyłami wulkanicznych porfirów. Na południowo-zachodnich zboczach, na skałach metamorficznych zalegają górnokredowe margle ilaste i wapienie margliste, należące do niecki północnosudeckiej - rowu Wlenia.
Najważniejsze szczyty: Czernicka Góra, Ptasia, Lastek, Kazalnica.
Grzbiet porośnięty jest lasem świerkowym z domieszką buka, na stokach znajdują się pola, łąki i zagajniki.
Ważniejsze miejscowości położone wokół Chrośnickich Kop: Czernica, Janówek, Chrośnica, Płoszczyna.